# Charles Michel
Charles Yves Jean Ghislaine Michel, belgijski odvetnik in politik, * 21. december 1975, Namur, Belgija.
Michel je leta 2007 postal minister za razvojno sodelovanje in položaju ostal, dokler ni bil februarja 2011 izvoljen za vodjo stranke liberalnega reformnega gibanja (MR). Stranko je vodil na zvezne volitve leta 2014, kjer so postali tretja največja stranka predstavniškem domu. Po koalicijskih pogajanjih je bil Michel potrjen za predsednika vlade. Prisegel je 11. oktobra 2014 in postal najmlajši belgijski premier po letu 1845.
Decembra 2018 je vlada propadla, saj se je zaradi notranjih nesoglasij glede ravnanja z Globalnim dogovorom o migracijah, iz koalicije umaknila stranka Novo flamsko zavezništvo. Michel je nato odstopil in ostal na položaju vršilca dolžnosti. Na sledečih zveznih volitvah 2019 je Michelova stranka izgubila velik del podpore, kljub temu pa je sam po pogajanjih začasno ostal na mestu predsednika vlade. Po evropskih volitvah v maju 2019, je Evropski svet izglasoval Michela za novega predsednika. Na tem mestu je nasledil Donalda Tuska. Položaj je prevzel na slovesnosti 29. novembra 2019, uradno pa je svoj mandat začel 1. decembra 2019.

## Mladost
Rodil se je 21. decembra 1975 v Valonskem mestu Namur. Njegov oče Louis Michel je bil prav tako politik, bil je župan, evropski poslanec ter evropski komisar za razvoj in humanitarno pomoč. Charles se je že kot šestnajstleten pridružil mladinski zvezi Liberalnih reformatorjev iz Jodoigna, ki je del Reformističnega gibanja. Z osemnajstim letom je bil izvoljen za svetnika v deželni svet Brabanta. Na Svobodni univerzi v Bruslju in Univerzi v Amsterdamu je diplomiral iz prava ter nato nekaj let deloval kot odvetnik v Bruslju. 

## Politika
Leta 2000, star 25 let, je bil imenovan za notranjega ministra zvezne dežele Valonije, s čimer je postal najmlajši belgijski minister v zgodovini. Istega leta je postal tudi mestni svetnik mesta Wavre, ki mu je od leta 2006 tudi županoval. Preboj na zvezno raven je dosegel leta 2007, ko je v vladi Guya Verhofstadta postal Zvezni minister za razvojno sodelovanje. Po slabem rezultatu na lokalnih volitvah 2009, je po odstopu Didierja Reyndersa Charles Michele napovedal kandidaturo za vodjo Reformističnega gibanja. Izvoljen je bil januarja 2011, zaradi česar je odstopil kot minister. 

### Predsednik vlade
Po zveznih volitvah leta 2014 se je Michel vključil v pogajanja o novi koaliciji. Sprva je bilo pričakovati, da bo predsednik vlade postal vodja CD&V Kris Peeters, vendar je stranka CD&V vztrajala tudi pri imenovanju Marianne Thyssen za evropsko komisarko. Michelovova stranka MR se s tem ni strinjala, saj niso želeli, da bi bili dve najpomembnejši politični funkciji v rokah ene same stranke. 
Na koncu sta se strani dogovorili, da bosta Thyssenovo imenovali za evropsko komisarko, mandat predsednika vlade pripadel bodisi MR bodisi OVLD. Ker je bil Michel že eden od pogajalcev, je hitro pridobil notranjo podporo drugih strank za vodenje naslednje vlade. 7. oktobra 2014 je bil med štirimi strankami dosežen splošni dogovor o oblikovanju nove vlade, Michel pa je bil predlagan za predsednika vlade, Peeters pa za enega od štirih podpredsednikov vlade. Michel je postal najmlajši belgijski premier in je bil šele drugi frankofonski liberalec na tej funkciji.
Decembra 2018 je Michelova vlada zapadla v politično krizo zaradi podpisa Marakeškega sporazuma. Michelov koalicijski partner N-VA, ki je prvotno podprl Compact, je obrnil smer in mu nasprotoval, medtem ko so ga ostale tri stranke še naprej podpirale. Michel je nato napovedal oblikovanje manjšinske vlade, pri čemer so stranke CD&V, MR in OVLD podprle dogovor. 18. decembra je belgijskemu kralju podal odstop svoje vlade. Kralj ga je po posvetovanju z voditelji strank sprejel 21. decembra. Med zveznimi volitvami leta 2019 in koalicijskimi pogajanji, ki so sledila, je ostal na položaju začasnega predsednika vlade. 27. oktobra 2019, ga je nasledila Sophie Wilmes, finančna ministrica v Michelovi vladi.

### Predsednik Evropskega sveta
Evropski svet ga je 2. julija 2019, po tridnevnih pogajanjih o razdelitvi vodilnih položajev, izvolil za naslednjega predsednika Evropskega sveta. Kot tretji predsednik najmlajše institucije EU je 1. decembra 2019 nasledil nekdanjega poljskega predsednika vlade Donalda Tuska. Je drugi Belgijec na položaju, kot prvi je to funkcijo opravljal Herman Van Rompuy. Med svoje prednostne naloge mandata je Michel uvrstil zeleno gospodarstvo.
Michel je 20. julija 2020 objavil zgodovinski dogovor o paketu za okrevanje EU naslednje generacije in proračunu EU za obdobje 2021–2027 za podporo državam članicam, ki jih je prizadela pandemija COVID-19. Avgusta 2020 je Michel izrazil "polno solidarnost" z Grčijo in Ciprom v njunem konfliktu s Turčijo, ki zaseda severni del Cipra od julija 1974. Egejski spor med Turčijo in Grčijo se je stopnjeval, ko je Ankara nadaljevala raziskovanje plina na spornih območjih Cipra.
Francosko-ameriški in francosko-avstralski odnosi so septembra 2021 utrpeli obdobje napetosti zaradi posledic obrambnega pakta AUKUS med ZDA, Združenim kraljestvom in Avstralijo. Varnostni pakt je usmerjen v boj proti kitajski moči v indo-pacifiški regiji. V okviru sporazuma so se ZDA strinjale, da bodo Avstraliji zagotovile podmornice na jedrski pogon. Po vstopu v AUKUS je avstralska vlada preklicala sporazum, ki ga je sklenila s Francijo o dobavi francoskih podmornic na konvencionalni pogon. Ursula von der Leyen je ravnanje s Francijo označila za "nesprejemljivo" in zahtevala pojasnilo. Evropska unija je obravnavanje Francije označila za "nesprejemljivo" in zahtevala pojasnilo. Michel je obsodil "pomanjkanje preglednosti in zvestobe" ZDA.
V času njegovega mandata je prišlo do notranjih izražanj nezadovoljstva do Michelove administracije, tudi od premierjev in diplomatov iz različnih držav EU. Vrhovi EU, za katere je odgovoren kot predsednik, so bili kritizirani kot slabo organizirani. V času svojega mandata je ignoriral odločitve Evropske komisije, namesto da bi ostal usmerjen v rešitve, kot so bili njegovi predhodniki na tem položaju. Diplomatska fauxpas, znana kot "Sofagate", je bila opisana kot simbol napetih delovnih odnosov med predsednico Komisije Ursulo von der Leyen in Michelom.
Januarja 2024 je napovedal, da bo odstopil s položaja predsednika Evropskega sveta, saj namerava kandidirati na volitvah v Evropski parlament leta 2024. Še isti mesec je nato svojo odločitev preklical in napovedal, da bo končal svoj trenutni mandat.

## Zasebno
Je poročen in oče treh otrok. Njegov materni jezik je francoščina, govori pa tudi nizozemsko in angleško. 

## Galerija
- Michel leta 2010
- Michel leta 2018
- Donald Tusk (Evropski svet), Charles Michel, Robert Fico (Slovaška) ter Jean-Claude Juncker (Evropska komisija)
- Udeležba na obletnici Rimske pogodbe leta 2017.
- Michel, Joe Biden in Ursula von der Leyen
- Michel in azerbajdžanski predsednik Alijev. (julij 2021)
- Michel in poljski premier Morawiecki.
- Michel s soprogo na proslavi ob 30. obletnici slovenske državnosti